# Rafid Topan Sucipto
Rafid Topan Sucipto (Jacarta, 24 de agosto de 1994) é um motociclista indonésio, que disputou o Campeonato Mundial de Motovelocidade na categoria Moto2 entre 2012 e 2013, além de uma etapa em 2018.

## Carreira
Estreou no motociclismo ainda em seu país natal, disputando campeonatos da modalidade, tendo conquistado 2 títulos de Iniciante (2007 e 2008) e um da categoria Expert (2009). Em 2012, competiu na Supersport (categoria 600cc).
No mesmo ano, realizou seu primeiro Grande Prêmio no Campeonato Mundial de Motovelocidade ao substituir o veterano Anthony West na Comunidade Valenciana. Em 2013 disputou sua primeira temporada completa na divisão intermediária do Mundial pela equipe QMMF Racing Team, pilotando uma Speed Up SF13, porém não obteve nenhum ponto - seu melhor resultado foi um vigésimo lugar na Austrália, enquanto West (companheiro de equipe de Topan) foi suspenso por doping e teve seus resultados impugnados entre os GPs do Qatar e da Malásia, angariando 19 pontos na classificação geral. Em 2016, disputou a rodada dupla de Losail na FIM CEV Moto2 European Championship, conquistando 2 pontos.
Após 5 anos fora da Moto2, Topan retornou à divisão intermediária em 2018, participando do GP da Malásia com uma Suter MMX2 da Forward Racing Team, ocupando a vaga do lesionado Stefano Manzi. O indonésio terminou na 26ª posição.

## Links
- Perfil em MotoGP.com